# 1996 en sport automobile
Chronologie du Sport automobile
1995 en sport automobile - 1996 en sport automobile - 1997 en sport automobile
Les faits marquants de l'année 1996 en Sport automobile
- Dale Jarrett remporte le Daytona 500.

## Par mois

### Janvier
- 25 janvier : Patrick Bernardi remporte le Rallye automobile Monte-Carlo.

### Mars
- 10 mars, (Formule 1) : Grand Prix automobile d'Australie.
- 31 mars, (Formule 1) : Grand Prix automobile du Brésil.

### Avril
- 7 avril (Formule 1) : Grand Prix automobile d'Argentine.
- 28 avril (Formule 1) : Grand Prix automobile d'Europe.

### Mai
- 5 mai : Grand Prix automobile de Saint-Marin.
- 19 mai (Formule 1) : Olivier Panis remporte le Grand Prix de Monaco de Formule 1 au volant d'une Ligier. Il faudra attendre le 6 septembre 2020 pour revoir une victoire française avec Pierre Gasly

### Juin
- 2 juin (Formule 1) : Grand Prix automobile d'Espagne.
- 15 juin : départ de la soixante-quatrième édition des 24 Heures du Mans.
- 16 juin :
  - La course des 24 Heures du Mans est remportée par l'équipe Manuel Reuter / Davy Jones / Alexander Wurz sur une voiture (TWR-Porsche).
  - Formule 1 : Grand Prix automobile du Canada.
- 30 juin (Formule 1) : Grand Prix automobile de France.

### Juillet
- 14 juillet (Formule 1) : Grand Prix de Grande-Bretagne.
- 28 juillet (Formule 1) : Grand Prix automobile d'Allemagne.

### Août
- 11 août (Formule 1) : Grand Prix automobile de Hongrie.
- 25 août (Formule 1) : Grand Prix automobile de Belgique.

### Septembre
- 8 septembre (Formule 1) : Grand Prix automobile d'Italie.
- 16 septembre : Rallye : le finlandais Tommi Mäkinen remporte le championnat du monde de rallyes.
- 22 septembre (Formule 1) : Grand Prix automobile du Portugal.

### Octobre
- 13 octobre (Formule 1) : Grand Prix automobile du Japon. À l'issue de cette course, Damon Hill remporte le Championnat du monde de Formule 1 au volant d'une Williams-Renault.

### Novembre
- 24 novembre : Rusty Wallace remporte le Suzuka NASCAR Thunder 100 à Suzuka, la première course de NASCAR s'étant tenu au Japon.

## Naissances
- 16 juillet : Kevin Eriksson, pilote automobile suédois de rallycross.
- 17 septembre : Esteban Ocon, pilote automobile français.

## Décès
- 5 mars : Fritz Sittig Enno Werner von Hanstein, pilote automobile allemand et le vice-président de la Commission Sportive Internationale (CSI). (° 3 janvier 1911)
- 19 avril : François Picard, coureur automobile français. (° 26 avril 1921)
- 13 août : Willi Heeks, pilote automobile allemand.